# Cách Bi
Cách Bi là một phường thuộc thị xã Quế Võ, tỉnh Bắc Ninh, Việt Nam.

## Địa lý
Phường Cách Bi nằm ở phía nam thị xã Quế Võ, có vị trí địa lý:
- Phía đông giáp xã Đào Viên
- Phía tây giáp phường Bồng Lai
- Phía nam giáp huyện Gia Bình
- Phía bắc giáp phường Việt Hùng và phường Phù Lương.

Phường có diện tích 8,11 km², dân số năm 2022 là 7.722 người, mật độ dân số đạt 952 người/km².

## Lịch sử
Trước đây, Cách Bi là một xã thuộc huyện Quế Võ.
Ngày 13 tháng 2 năm 2023, Ủy ban Thường vụ Quốc hội ban hành Nghị quyết số 723/NQ-UBTVQH15 (nghị quyết có hiệu lực từ ngày 10 tháng 4 năm 2023). Theo đó, thành lập thị xã Quế Võ và thành lập phường Cách Bi thuộc thị xã Quế Võ trên cơ sở toàn bộ 8,11 km² diện tích tự nhiên, 7.722 người của xã Cách Bi.